# Sebiočina
Sebiočina (cyr. Себиочина) – wieś w Bośni i Hercegowinie, w Republice Serbskiej, w gminie Milići. W 2013 roku liczyła 116 mieszkańców.